# Hiketas von Syrakus (Pythagoreer)
Hiketas von Syrakus (altgriechisch Ἱκέτας Hikétas) war ein antiker griechischer Philosoph (Pythagoreer) und Astronom. Seine Lebenszeit ist nur ungefähr bekannt; vermutlich fällt sie ins späte 5. und ins 4. Jahrhundert v. Chr.

## Leben
Über das Leben des Hiketas berichten die Quellen nichts. Aufgrund der wissenschaftsgeschichtlichen Einordnung seiner astronomischen Lehre wird in der Forschung vermutet, dass er ein Zeitgenosse des Ekphantos und des Philolaos war. Demnach lebte er im späten fünften und im vierten Jahrhundert v. Chr. Da seine Astronomie teilweise mit der des Ekphantos übereinstimmt, ist vermutet worden, dass er dessen Lehrer war; beide waren Pythagoreer (Anhänger der Lehre des Philosophen Pythagoras). Die Vermutung eines Lehrer-Schüler-Verhältnisses bleibt wegen der ungünstigen Quellenlage hypothetisch; plausibel ist jedenfalls die Annahme, dass die beiden in Kontakt standen und dass sie nicht unabhängig voneinander zu ihren Auffassungen gelangt sind.

## Lehre
Da keine Schriften des Hiketas erhalten geblieben sind, müssen seine Lehren aus wenigen knappen Angaben in späteren Quellen rekonstruiert werden. Der Doxograph Aëtios berichtet, Hiketas sei ebenso wie Philolaos ein Befürworter der Hypothese gewesen, es gebe eine vom bewohnten Teil der Erde aus stets unsichtbare „Gegenerde“. Somit gehörte er zur Gruppe der von Aristoteles erwähnten, aber nicht namentlich genannten „sogenannten Pythagoreer“, die diese Auffassung vertraten. Cicero berichtet mit Berufung auf Theophrast, Hiketas habe die scheinbaren Bewegungen am Sternenhimmel mit einer Achsenrotation der Erde erklärt. Damit war entweder – wie in der Forschung meist angenommen wird – ihre eigene Achse gemeint oder eine außerhalb der Erde verlaufende Achse durch den Mittelpunkt des Kosmos. Cicero gibt die Angaben Theophrasts, deren genauer Wortlaut nicht überliefert ist, stark vergröbernd und vereinfachend wieder, indem er Hiketas die Behauptung unterstellt, die Erde sei überhaupt der einzige Himmelskörper, der sich bewege. Alle übrigen Bewegungen, auch die der Sonne, des Mondes und der Planeten, seien scheinbar, und dieser Anschein sei für alle gleichermaßen auf die Achsendrehung der Erde zurückzuführen; der gesamte Himmel stehe in Wirklichkeit still. Der Doxograph Diogenes Laertios gibt Angaben einiger seiner Quellen wieder, wonach Hiketas die Erde nicht in den Mittelpunkt des Universums stellte, sondern ihr ebenso wie Philolaos eine Kreisbahn zuwies, und bemerkt dazu, es sei unklar, wer von den beiden zuerst auf diese Idee kam. Die Hiketas zugeschriebene Hypothese der Gegenerde setzt in der Tat ein Modell voraus, in dem die Erde kreist. Demnach war Hiketas in dieser Frage Vertreter einer neuartigen Minderheitsposition, denn damals dominierte ein geozentrisches Weltbild. Unklar ist, inwieweit sein astronomisches Modell mit demjenigen des Philolaos übereinstimmt.

## Rezeption
Nach einer älteren Forschungsmeinung, die sich nicht durchgesetzt hat, verfasste Herakleides Pontikos einen Dialog, dessen Protagonisten Hiketas und Ekphantos waren; dieser Dialog sei die Quelle für die antike Überlieferung über die angeblichen Lehren der beiden Pythagoreer. Mit dieser Annahme wurde die Vermutung verbunden, Hiketas sei möglicherweise keine historische Gestalt, sondern eine literarische Fiktion des Herakleides, oder zumindest seien, auch wenn er tatsächlich gelebt habe, die ihm zugeschriebenen Lehren von Herakleides fingiert.
Nikolaus Kopernikus erwähnt Hiketas, den er irrtümlich „Nicetus“ nennt, unter den antiken Astronomen, die eine Bewegung der Erde lehrten und die er daher als Vorläufer seiner Auffassung über die Beweglichkeit der Erde betrachtet.